# 治安 (日本)
治安（1021年3月17日－1024年8月23日）是日本的年號之一，指的是寬仁之後、萬壽之前，1021年到1024年這段期間。此時的天皇是後一條天皇。

## 改元
- 寬仁五年二月二日（1021年3月17日） 因遇到辛酉革命而改元治安。
- 治安四年七月十三日（1024年8月23日） 改元萬壽。

## 出處
《漢書·賈誼傳》：「臣竊惟事勢，可為痛哭者一，可為流涕者二，可為長太息者六，……陛下何不壹令臣得孰數之於前，因陳治安之策，試詳擇焉。」

## 紀年、西曆、干支對照表
| 治安 | 元年   | 二年   | 三年   | 四年   |
| 公元 | 1021年 | 1022年 | 1023年 | 1024年 |
| 干支 | 辛酉   | 壬戌   | 癸亥   | 甲子   |